# Хиреан (Бистрица-Насауд)
Хиреан (рум. Hirean) насеље је у Румунији у округу Бистрица-Насауд у општини Милас. Oпштина се налази на надморској висини од 375 m.

## Становништво
Према подацима из 2002. године у насељу је живело 84 становника, од којих су сви румунске националности.